# Pycnogonum (Retroviger) ornans
Pycnogonum (Retroviger) ornans is een zeespin uit de familie Pycnogonidae. De soort behoort tot het geslacht Pycnogonum. Pycnogonum (Retroviger) ornans werd in 1992 voor het eerst wetenschappelijk beschreven door Stock. 